# Xylocopa chrysoptera
Xylocopa chrysoptera är en biart som beskrevs av Pierre André Latreille 1809. Xylocopa chrysoptera ingår i släktet snickarbin, och familjen långtungebin. Inga underarter finns listade i Catalogue of Life.